# تقلید (موسیقی)

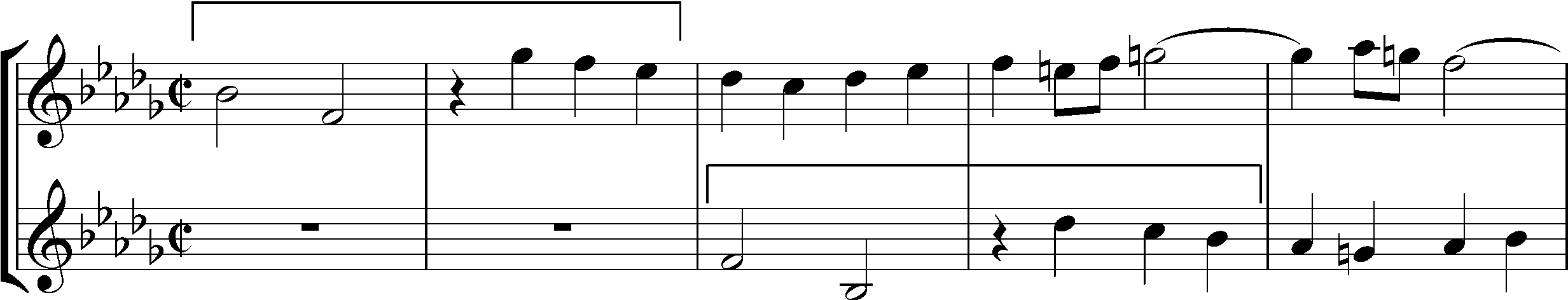
موسیقی تقلیدی اثر: باخ، شروع فوگ شماره ۲۲ در سی بمل مینور (BWV 868)، صدای دوم صدای اول را پس از دو میزان تقلید می‌کند.

در موسیقی تقلید یا ایمیتاسیون (انگلیسی: Imitation)، تکرار ملودی در یک بافت پولیفونیک و در مدت کوتاهی پس از اولین ظهور آن در یک صدای متفاوت است. ملودی ممکن است از طریق انتقال، معکوس شود یا شکل دیگری داشته باشد اما باید شخصیت اصلی حفظ شود. فاصله‌ها و ریتم تقلید ممکن است دقیق باشد یا تغییر کند. استفاده از تقلید در موسیقی به وحدت کلی اثر کمک می‌کند و در فرم‌هایی مانند کانن و فوگ استفاده می‌شود.
در موسیقی کلاسیک اروپا نوشتنِ «موسیقی تقلیدی» به شدت در آثار «پولیفونیک» دورهٔ رنسانس، باروک و کلاسیک مشهود بود.
شکل دیگری از تقلید را می‌توان در موسیقی سنتی ایرانی، موسیقی عربی و موسیقی سنتی هند پیدا کرد که در آن نوازنده، صدای آوازه‌خوان را با بداهه‌پردازی تقلید می‌کند.
در موسیقی پاپ، یک فرمِ کلیشه‌ای و تقلیدی در پس زمینهٔ صدای خواننده اصلی وجود دارد که توسط گروه کر همخوانی می‌شود.